# فرودگاه شینگتای دلیان
فرودگاه شینگتای دلیان (به انگلیسی: Xingtai Dalian Airport) یک فرودگاه نظامی و همگانی با کد یاتا XNT است . این فرودگاه در کشور چین قرار دارد .